# Eragrostis alta
Eragrostis alta är en gräsart som beskrevs av Yi Li Keng. Eragrostis alta ingår i släktet kärleksgrässläktet, och familjen gräs.
Artens utbredningsområde är Hainan (Kina). Inga underarter finns listade i Catalogue of Life.